# Cavtat
Cavtat (în it. Ragusavecchia) este o stațiune maritimă în sudul Croației (Dalmația), pe malul Mării Adriatice, la cca 20 km sud de Dubrovnik. Are 2 mii de locuitori și este centru administrativ de comună. Cavtatul este renumit pentru vegetația luxuriantă, arhitectura medievală în stil ragusino-venețian și peisajul pitoresc.

## Personalități născute aici
- Valtazar Bogišić (1834 - 1908), jurist, pionier al sociologiei.

1. ↑  Register of spatial units of the State Geodetic Administration of the Republic of Croatia
2. ↑  List of Croatian settlements and delivery post offices, 3 ianuarie 2022